# ぱにっくスタジアム
ぱにっくスタジアムは、日本物産が開発し、1990年6月に発売したアーケード向け脱衣麻雀。登場人物は当時人気があった漫画の登場人物をトレースしたもので、その制作手法も大きな話題となった。

## ゲーム内容
本作最大の特徴は、対局中の画面に野球のスコアボードのようなものが表示される点にある。対局でプレイヤーが和了がると、ヒットを打った扱いになりその数は記録される。対戦相手が和了したりプレイヤーがノーテンだったりするとアウトの扱いになり、やはりその数は記録される。スリーアウトになる前に3回和了するとその対戦相手はクリア。ご褒美画面はオーロラビジョンに映すようなかたちで表示される。
対戦相手を一人クリアするごとに「タイムリーチャンス」に挑戦できる。対局中に打ったヒットに応じてランナーは記録されているが、タイムリーチャンスではそれに加えてパネルマッチで獲得した「シングルヒット」「ホームラン」「アウト」などに応じてランナーは進塁し、場合によっては得点が入る。スリーアウトになるまで続く。
タイムリーチャンスが終了した時点で確保した得点はスコアボードの「オモテ」に相当する場所に記録される。「ウラ」に相当する場所には対戦相手の得点が記録される（ランダム）。対戦相手一人につき1イニング。7人の対戦相手をクリアするとエンディング。野球の試合の勝敗によってエンディングは分岐する。

### 対戦相手
- アイ モテウニ（V.ガールズ）
- シズカ ルージン（U.エンジェルス）
- キャン アーギ（C.ウォーリアズ）
- パイ サンカラ（E.モッツ）
- カツミ メビウス（S.ウレクサス）
- ヨーコ ナイダー（B.バスターズ）
- C.ヤンプー（L.チャンプーズ）

（）